# Cratere Lublin
Lublin è un cratere sulla superficie di Mathilde.